# Karl Hasse
Karl Wilhelm Heinrich Hasse (* 7. Mai 1835 in Minden; † 4. März 1890 in Metz) war ein preußischer Oberregierungsrat und Landrat des Kreises Monschau.

## Leben
Der evangelische Karl Hasse war ein Sohn des Postsekretärs und Oberpostdirektors der Oberpostdirektion Aachen Carl Gottlieb Heinrich Hasse (* 1806) und dessen Ehefrau Luise Wilhelmine Amalie, geb. Schneider (* 1803). Nach dem Besuch des Kaiser-Karls-Gymnasiums in Aachen und der abgelegten Reifeprüfung im Jahr 1853, absolvierte er in Halle und Berlin ein Studium der Rechts- und Kameralwissenschaften. Ab dem 13. Oktober 1856 war er als Auskultator beim Landgericht Aachen und ab dem 9. Februar 1859 als Regierungsreferendar bei der Regierung Aachen tätig, wo er am 4. März 1863 ebenda zum Regierungsassessor ernannt wurde. Ab dem 24. August 1864 wurde er vertretungsweise mit der Verwaltung des Landratsamtes in Monschau betraut, dem nach einer Präsentationswahl vom 30. September 1866 die definitive Ernennung mittels Allerhöchster Kabinettsorder (AKO) zum 25. Februar 1867 folgte. Am 19. November 1870 wurde er zwecks kommissarischer Beschäftigung in der Verwaltung von Elsass-Lothringen beurlaubt, worauf eine Übernahme in die Reichsverwaltung erfolgte. 1871 wurde er zum kommissarischen Kreisdirektor von Straßburg ernannt, dem am 1. Februar 1872 die definitive Ernennung folgte. Im Juni 1881 wurde er noch zum Oberregierungsrat beim Bezirkspräsidium Metz ernannt, wo er 1890 im Dienst verstarb.

## Auszeichnungen
- Roter Adlerorden 3. Klasse mit Schleife[1]

## Familie
Karl Hasse heiratete am 22. Mai 1867 in Burtscheid Pawlina Iroschnikoff (* 22. Mai 1843 in Pernau), Tochter des Rentners Wilhelm Alexander Iroschnikoff und dessen Ehefrau Maria Louise, geb. Scheibler.